# مايكل حكيم جوردان
مايكل حكيم جوردان (بالإنجليزية: Michael-Hakim Jordan)‏ مواليد 24 يونيو 1977 في فيلادلفيا، هو مدرب كرة سلة أمريكي ولاعب سابق. بدأ مسيرته الاحترافية في سنة 2000. يبلغ طوله 6 قدم 0 بوصة (1.8 م). اعتزل اللعب في 2011.

## المسيرة الاحترافية
لعب مع سي بي مورسيا في الدوري الإسباني في موسم 2001–2002، ثم لعب مع أرتلاند دراغونز في الدوري الألماني من سنة 2002 إلى 2005، ثم لعب مع بالاكانسترو كانتو في الدوري الإيطالي في موسم 2006–2007، ثم لعب مع بروس باسكتس في الدوري الألماني في موسم 2008–2009.

## روابط خارجية
- مايكل حكيم جوردان على موقع كرة السلة الأوروبية.كوم (الإنجليزية)
- مايكل حكيم جوردان على موقع كلية كرة السلة في سبورتس رفرنس.كوم (الإنجليزية)
- مايكل حكيم جوردان على موقع ريلجم (الإنجليزية)
- مايكل حكيم جوردان على موقع بروبوليرز (الإنجليزية)
- مايكل حكيم جوردان على موقع كلية كرة السلة في سبورتس رفرنس.كوم (الإنجليزية)
- مايكل حكيم جوردان على موقع سبورتس رفرنس (الإنجليزية)